# Nasrollah Entezam

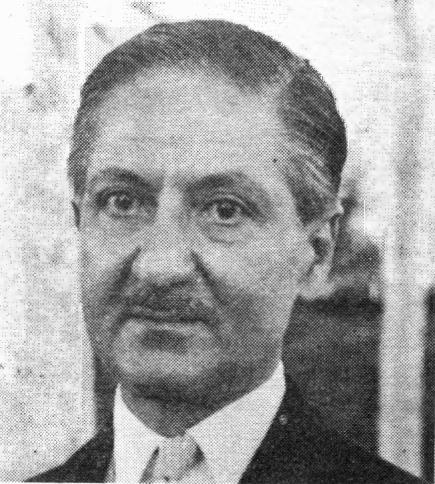
Nasrollah Entezam, vor 1951

Nasrollah Entezam (persisch نصرالله انتظام [næsroˈllːɔːh enteˈzɔːm]; * 16. Februar 1900 in Teheran; † 19. Dezember 1980) war ein iranischer Minister und Diplomat.

## Leben
Nasrollah Entezam stammte aus einer angesehenen iranischen Familie. Seine Mutter war Chorschid Chanum Ghaffari, eine Enkeltochter von Mirza Ali Khan Amin al Dowleh. Nasrollah besuchte zunächst die Deutsche Technische Schule in Teheran, das Dar-ol Fonun und studierte später an der Schule für Politische Wissenschaften in  Teheran.
Nach Abschluss seines Studiums trat er in den Dienst des iranischen Außenministeriums. Sein erster Auslandseinsatz führte ihn an die iranische Botschaft nach Paris. Nach einiger Zeit wurde er an die iranische Botschaft nach Warschau versetzt.
Im Jahr 1931 kehrte er nach Iran zurück und arbeitete im Außenministerium. In seinen Arbeitsbereich fielen internationale Verträge. Aus diesem Grund wurde er als Sekretär in die iranische Delegation berufen, die ab 1932 für die Neuverhandlungen der Konzession für die Anglo-Iranian Oil Company zuständig war. In diesem Zusammenhang begleitete er Ali-Akbar Davar und Hossein Ala nach Genf zum Völkerbund. Ab 1933 war Entenzam Geschäftsträger der iranische Botschaft in Bern und Leiter der iranischen Delegation beim Völkerbund in Genf.
1939 kehrte Entezam als Abteilungsleiter abermals nach Iran zurück, wurde aber bereits 1940 zum Protokollchef an den iranischen Hof berufen. Mit dem Einmarsch der britischen und sowjetischen Truppen im Rahmen der anglo-sowjetischen Invasion Iran und der dann folgenden Abdankung Reza Schahs zu Gunsten seines Sohnes Mohammad Reza Pahlavi übernahm Entezam die Leitung des Hofes bis zur Ernennung von Mohammad Ali Foroughi.
1943 erfolgte die Ernennung zum Gesundheitsminister im Kabinett von Premierminister Ahmad Qavam. Im nachfolgenden Kabinett von Ali Soheili übernahm Entezam zunächst das Ministerium für Post, Telegrafie und Telefon und später das Verkehrsministerium. Er leitete das Verkehrsministerium bis zu seiner Ernennung zum Außenminister durch Premierminister Morteza Gholi Bayat. Bereits im März 1945 trat Entezam als Außenminister zurück, um mit der iranischen Delegation nach San Francisco zur Gründungsversammlung der Vereinten Nationen zu reisen. Ab 1947 war er der ständige Repräsentant und Botschafter Irans bei der UNO. Entezam wurde der fünfte Präsident der UN-Vollversammlung (1950/1951).
1953 wurde Entezam von Premierminister Mohammad Mossadegh als Botschafter bei den Vereinten Nationen abberufen, wurde dann aber umgehend nach dem Sturz Mossadeghs als iranischen Botschafter nach Washington D.C. entsandt. 1958 wurde Entezam als Botschafter nach Paris entsandt. 1962 kehrte er nochmals nach Iran zurück, um Minister ohne Geschäftsbereich im Kabinett von Premierminister Asadollah Alam werden.
Nasrollah Entezam war zunächst Mitglied der Partei Neues Iran (Iran Novin). Am 2. Mai 1975 wurde Entezam Gründungsvorsitzender und später stellvertretender Vorsitzender der Rastachiz-Partei.
Während des Beginns der Islamischen Revolution kehrte Entezam von einer Auslandsreise von Genf nach Teheran zurück. Dort wurde er umgehend verhaftet, ins Eving-Gefängnis verbracht und über längere Zeit schwer misshandelt. Sein Zellengenosse, der ehemalige Gesundheitsminister Scheichol Eslam forderte seine umgehende Verlegung in ein Krankenhaus. Entezam kam frei, um nur wenige Tage später im Haus seiner Schwester Farok Lagha Entezam-Saltaneh zu sterben. Das Haus von Nasrollah Entezam, das voller Gastgeschenke von befreundeten Diplomaten und Erinnerungsstücke an seine Zeit, die er im Dienste seines Landes verbracht hatte, wurde geplündert und vollständig ausgeraubt.
Sein älterer Bruder Abdullah Entezam-Saltaneh war iranischer Botschafter und Außenminister.